# Z28 (駆逐艦)
Z28はドイツ海軍の1936A型駆逐艦。

## 艦歴
Z28は1938年4月23日に発注、1939年11月30日に起工、1940年8月20日に進水し、1941年8月9日に就役した。1941年末から1942年初頭まではデンマークのオーフスを拠点にスカゲラク海峡やカテガット海峡の哨戒を行った。

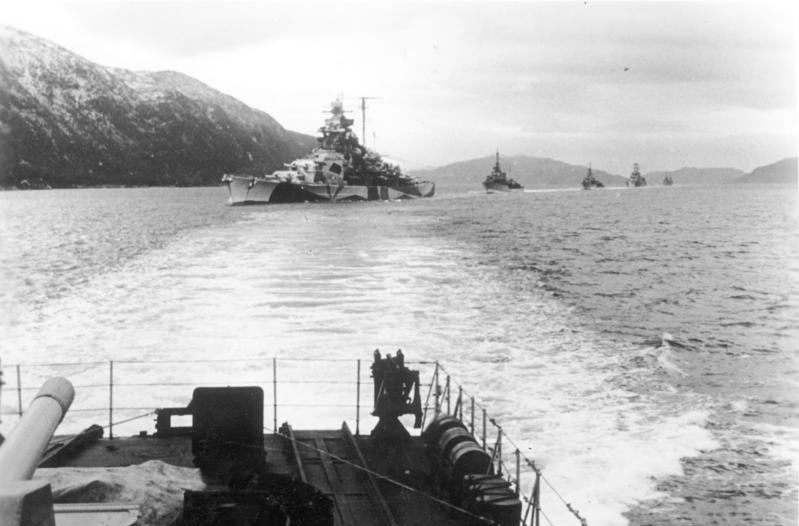
ノルウェーのトロンハイムに向かう戦艦ティルピッツとZ28を含む護衛艦（1942年10月）

5月9日には姉妹艦のZ30および2隻の水雷艇とともに重巡洋艦アドミラル・シェーアと補給艦ディトマルシェンをナルヴィクまで護衛した。7月にはPQ17護送船団攻撃作戦の前哨戦に参加した。9月24日から28日、ノヴァヤゼムリャ沖で行われた作戦にZ23、Z29、Z30とともに参加した。10月1日、Z28は重巡洋艦アドミラル・ヒッパーをアルタフィヨルドからボーゲン湾まで、そして24日に戦艦ティルピッツおよび重巡アドミラル・シェーアをトロンハイムまで護衛した。その後、ドイツのキールへ向かい改装を行った。
1943年3月初旬、ボーゲン湾に向かう戦艦シャルンホルストの護衛艦隊に配備されたが悪天候に見舞われ、航行中に被害を受けなかったのはZ28のみであった。4月2日、Z28は駆逐艦リヒャルト・バイツェンとともにアルタフィヨルドからハーシュタへ向けて航行中に座礁した。修理のためトロンハイムへ向かうが7月24日に同地のドックにて空襲を受けさらに損害を負い、ブレーメンまで戻って完全な修理を行った。1944年1月7日から対密輸哨戒のためにノルウェーのクリスチャンサンを拠点とする第6駆逐戦隊に配備された。2月12日から13日にかけて、Z28と他の2隻の駆逐艦はスカゲラク海峡に機雷原を敷設した。その後、第6駆逐戦隊は掃海作戦を支援するためフィンランド湾へ移動し、2月21日にエストニアのレーヴァルに入港、7月まで掃海任務に従事した。フィンランド降伏に伴うオーランド諸島占領作戦（タンネ・オスト作戦）に備え、6月28日にリュッツォウをウトまで護衛したが、作戦は中止され帰港した。
7月30日から8月1日にかけて、Z28と他の駆逐艦3隻はリガ湾に入り、内陸部のソ連軍陣地を砲撃した。その後重巡洋艦プリンツ・オイゲンを護衛し、8月5日にはエストニアのオーゼル島で、8月19日から20日にかけてはラトビアで戦闘となった。9月16日、Z28と駆逐艦Z36は、難民を乗せた軍隊輸送船をエストニアのバルチースキー・ポルトからドイツのゴーテンハーフェンまで護衛した。その4日後にはソビエト軍の進攻を前に、レーヴァルから23,172人の避難を支援した。翌日、駆逐艦Z25とともにバルチースキー・ポルトからレーヴァルまで370人を輸送。8月22日にはオーランド海からゴーテンハーフェンまで避難民を乗せた船を護衛した。Z28は10月10日に陸上砲撃任務を再開し、同日と23日にメーメルの標的を攻撃した。22日と24日には、エストニアのサーレマー島でソ連軍と交戦した。この作戦中にソ連軍の航空機によって損傷を受け、9名の搭乗員が死亡、多数の負傷者が出たため、修理のためにシフィノウイシチェに向かった。1945年2月25日に修理が完了し、2日後にハンニバル作戦の一環としてポーランド回廊からドイツ人を避難させるため、ゴーテンハーフェンからザスニッツまで旅客船ドイッチュラントを護衛した。3月4日にも同様の任務に従事し、2日後にザスニッツの港でイギリス空軍の爆撃を受け、艦首部分に2発被弾して沈没し大きな犠牲者を出した。